# Randolph Childress
Randolph Childress (Washington D. C.; 21 de septiembre de 1972) es un exjugador de baloncesto estadounidense. Con 1,90 metros de estatura, jugaba en la posición de base.

## Trayectoria deportiva

### Universidad
Childress asistió a la Universidad de Wake Forest, donde en cuatro años promedió 18.4 puntos, 3 rebotes y 3.9 asistencias en 120 partidos. Su momento cumbre llegó en 1995 cuando fue nombrado MVP del torneo de la Atlantic Coast Conference y llevó a los Demon Deacons al título con promedios de 35.7 puntos y 7 asistencias por partido. En la final ante North Carolina Tar Heels, equipo que contaba con Jerry Stackhouse y Rasheed Wallace en sus filas, Childress anotó 37 puntos y repartió 7 asistencias, redondeando además su actuación con la canasta ganadora a falta de 4 segundos para que finalizara la prórroga. En ella anotó los 9 puntos de Wake Forest. Por entonces Tim Duncan, compañero de equipo de Childress, cumplía su segundo año universitario. En relación con el famoso tiro, Childress comentó:

Les dije a mis compañeros que me pasaran el balón y que se fueran de mi camino. Si perdemos, culparme.

Ese año ganó también el premio al mejor atleta de la ACC y formó parte del segundo equipo del All-America. En 2002, Childress fue incluido entre los 50 mejores baloncestistas de todos los tiempos de la ACC con motivo de su 50.º aniversario. 

### Profesional
En el Draft de la NBA de 1995 fue seleccionado en la 19.ª posición por Detroit Pistons, aunque más tarde fue traspasado a Portland Trail Blazers. En su primera temporada en la liga solo disputó 28 partidos y promedió 3 puntos por noche. Durante su estancia en Portland una rotura del ligamento cruzado anterior y su mala relación con el entrenador P.J. Carlesimo limitaron su participación en el equipo. El 24 de enero de 1997 fue enviado a los Pistons junto a Aaron McKie y Reggie Jordan a cambio de Stacey Augmon, y tras jugar 4 partidos en el equipo fue cortado en octubre de 1997.
Tras abandonar la NBA, Childress se marchó a Turquía, jugando desde 1997 hasta 1999 en el Tofaş SAS y en el Konya Kombassan. Hasta 2004 jugó en el Cholet Basket francés, en el S.S. Basket Napoli italiano, en el Sydney Kings de Australia, en el Scafati Basket de Italia y en el SLUC Nancy de Francia. Desde entonces se ha mantenido en la liga italiana, militando primeramente durante tres años en el Sutor Montegranaro, por una temporada en el Juvecaserta Basket y desde 2008 en el Pallacanestro Varese.

## Estadísticas de su carrera en la NBA

### Temporada regular
| Temporada | Edad | Equipo   | Liga | P  | TIT | MIN | TC  | TCA | %TC  | 3P  | 3PA | %3P  | TL  | TLA | %TL  | R.OF. | R.DEF. | REB | ASIS | ROB | TAP | PER | FP  | PTS |
| 1995-96   | 23   | Portland | NBA  | 28 | 0   | 8.9 | 0.9 | 2.8 | .316 | 0.5 | 1.7 | .277 | 0.8 | 1.0 | .815 | 0.0   | 0.6    | 0.7 | 1.1  | 0.3 | 0.0 | 1.0 | 0.8 | 3.0 |
| 1996-97   | 24   | TOTAL    | NBA  | 23 | 0   | 6.7 | 0.6 | 1.7 | .350 | 0.2 | 0.8 | .263 | 0.3 | 0.3 | .750 | 0.0   | 0.2    | 0.3 | 0.7  | 0.4 | 0.0 | 0.8 | 0.7 | 1.7 |
| 1996-97   | 24   | Portland | NBA  | 19 | 0   | 6.6 | 0.5 | 1.6 | .333 | 0.2 | 0.8 | .188 | 0.3 | 0.4 | .750 | 0.1   | 0.2    | 0.3 | 0.8  | 0.4 | 0.0 | 0.7 | 0.6 | 1.5 |
| 1996-97   | 24   | Detroit  | NBA  | 4  | 0   | 7.5 | 1.0 | 2.5 | .400 | 0.5 | 0.8 | .667 | 0.0 | 0.0 |      | 0.0   | 0.3    | 0.3 | 0.5  | 0.5 | 0.0 | 1.3 | 1.3 | 2.5 |
| Carrera   |      |          | NBA  | 51 | 0   | 7.9 | 0.8 | 2.3 | .328 | 0.4 | 1.3 | .273 | 0.5 | 0.7 | .800 | 0.0   | 0.5    | 0.5 | 1.0  | 0.3 | 0.0 | 0.9 | 0.7 | 2.4 |